# Estación Harajuku
La estación Harajuku (原宿駅 Harajuku-eki?) es una estación de tren ubicada en Shibuya y forma parte de la línea Yamanote en Tokio, operado por East Japan Railway Company (JR East). El nombre de la estación lo toma del barrio de Harajuku, que está adyacente al este. Cerca de esta estación queda el parque Yoyogi.
Esta estación queda a pocos minutos caminando de la estación Meiji-Jingumae, y queda a unos 15 minutos caminando de la estación Shibuya.